# الموت

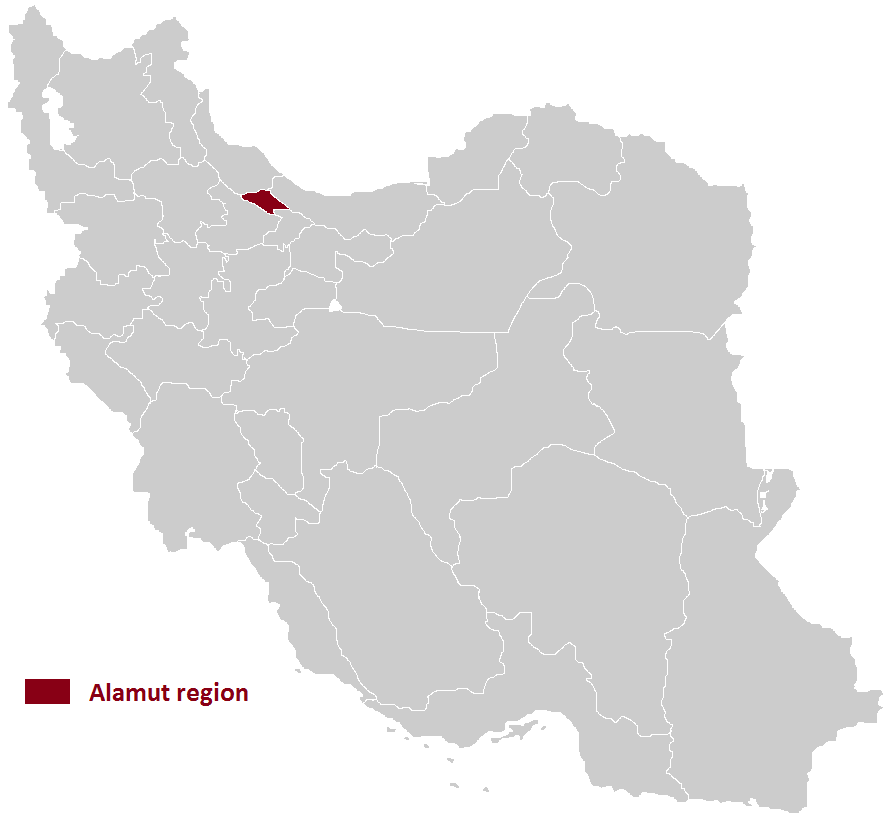
نقشهٔ منطقهٔ الموت

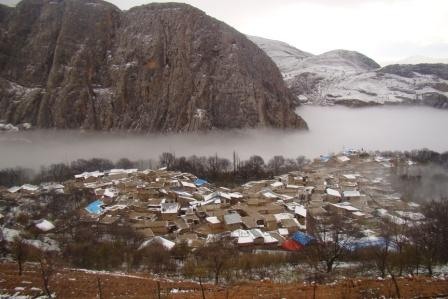
چشم‌انداز هیر، یکی از مشهورترین روستاهای الموت، در زمستان

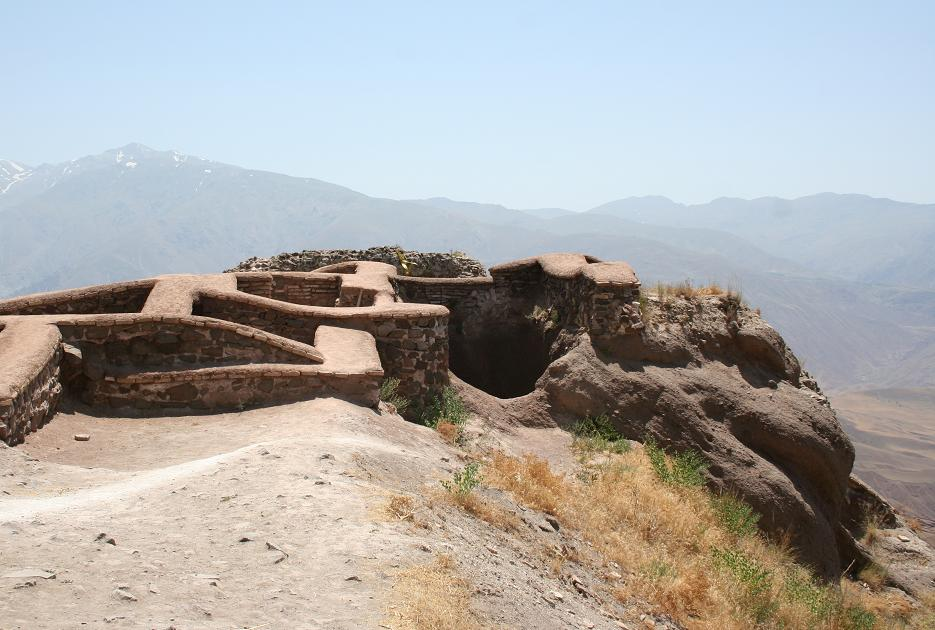
بخشی از دیوارهای دژ الموت در الموت شرقی (Assassin's Creed یکی از مراحل نبرد با دشمن در قلعه حسن صباح (این دیواره‌ها) صورت می‌گیرد)

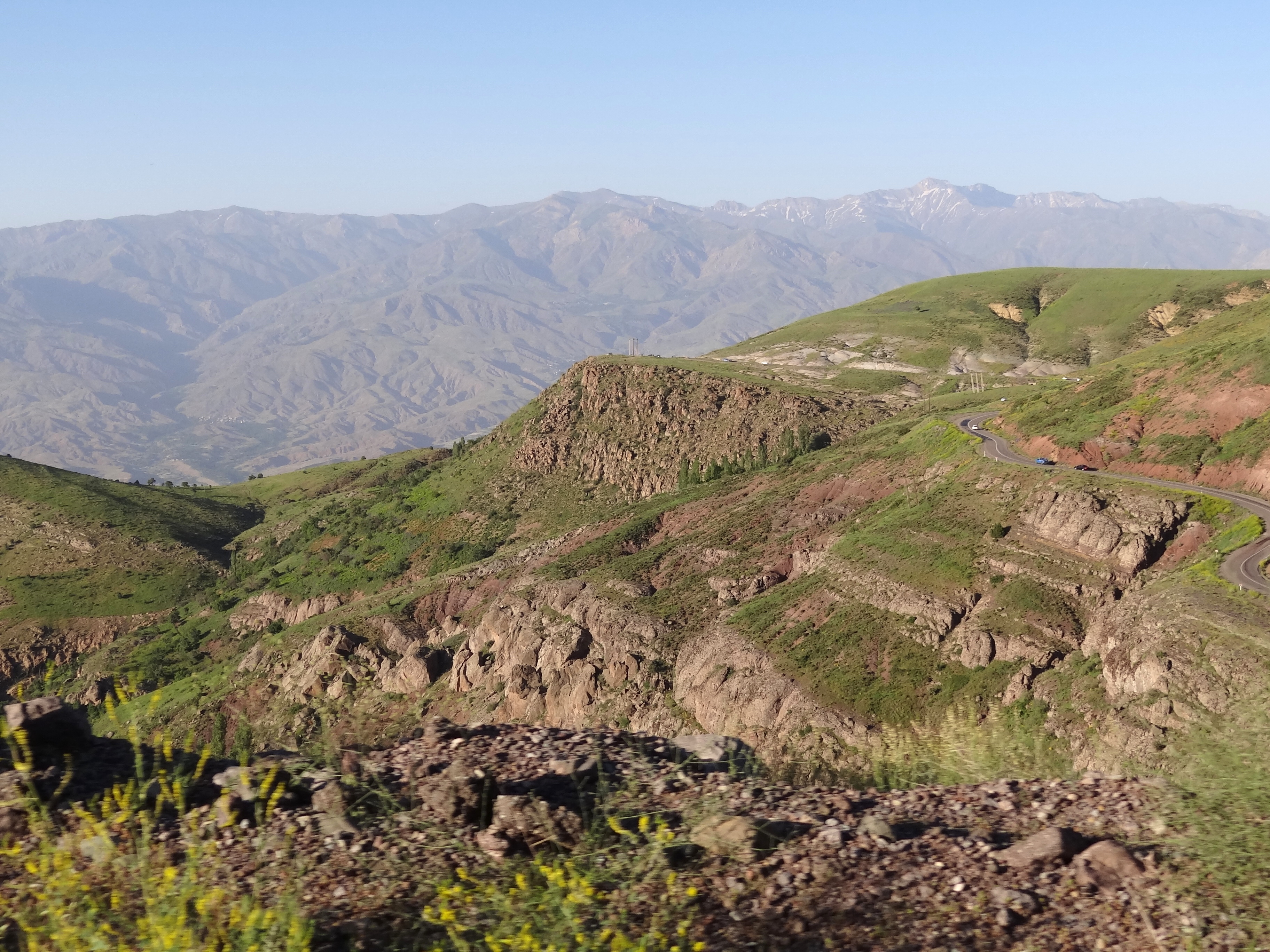
نمایی از چشم‌انداز الموت

اَلَموت نام منطقه‌ای در شمال شرقی شهرستان قزوین در استان قزوین امروزی است که خود متشکل از دو بخش الموت غربی و الموت شرقی می‌باشد که در میان رشته کوه‌های البرز در جنوب مازندران و گیلان، باختر طالقان و خاور دیلمان، رودبار زیتون قرار دارد. این منطقه به علت وجود دو دژ باستانی الموت و لَمبَسَر شهرت جهانی دارد، مردم الموت تات هستند و به زبان تاتی صحبت می‌کنند.

## نام

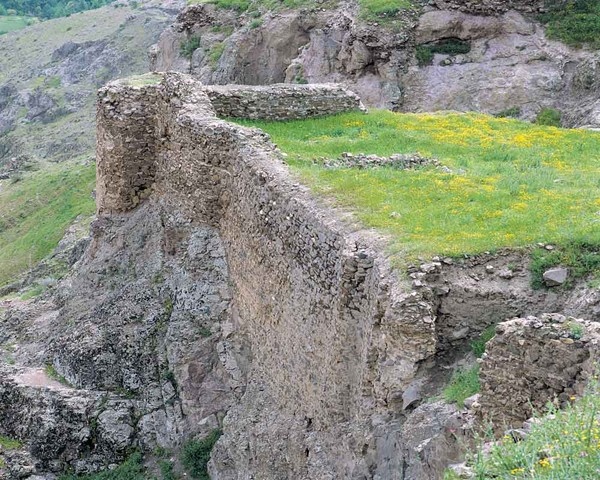
آثار باقی‌مانده از دژ لمبسر در الموت غربی

این منطقه چنانچه حمدالله مستوفی در نزهةالقلوب نوشته تا سده هفتم هجری با عنوان رودبار معرفی می‌شد تا این که با آمدن حسن صباح به آنجا و گسترش فرقه اسماعیلیه و فعالیت خداوند الموت، نوشته شد رودبار الموت و خوانده شد الموت.
الموت کلمه‌ای است آمیخته از دو واژه «آله» و «اموت». نویسندهٔ برهان قاطع، این واژه را به فتح الف و لام بر وزن «جبروت» می‌داند و می‌نویسد: «نام قلعه‌ای است مشهور که مابین قزوین و گیلان واقع است و آن را به سبب ارتفاعی که دارد آله‌آموت گفتندی یعنی عقاب‌آشیان چه «اله» عقاب و «آموت» آشیان باشد.»
اما مترجم کتاب خداوند الموت ذبیح‌الله منصوری، از قول زبان‌شناسانی که از ایشان نام نمی‌برد، نظریه بالا را نمی‌پذیرد و می‌گوید که الموت به معنای آشیانه عقاب نیست و می‌افزاید: «ولی آن زبان‌شناسان اشاره‌ای به ریشهٔ نام الموت نکرده‌اند.»
برخی نیز آموت را چنانچه در زبان تاتی[مردم الموت وجود دارد، به معنای آموخت گرفته‌اند و از آن به این تعریف رسیده‌اند: عقاب دست‌آموز.
یا درکُردی به معنای آشیانه یا پرواز
عده‌ای هم اشاره به این می‌کنند که بن‌مایه واژه الموت، ارموت، ارمود، امروت، اربو و امبرود (نوعی گلابی) است و از آنجا که در زبان تاتی گاهی «ر» به «ل» تبدیل می‌شود مثل «برگ» (بلگ)، پس الموت همان ارموت است که «ر» به «ل» تبدیل شده است.
محققان بر این نکته متفق‌القولند که الموت نام مصطلح منطقه کوهستانی شمال قزوین و جایی است که خداوند الموت (لقب حسن صباح در منابع تاریخی)، قلعه‌های تاریخی این منطقه را مقر و پایگاه تبلیغ آیین اسماعیلیه قرار داده بودند.
این منطقه در طول تاریخ از «رودبار» به «رودبار و الموت» تغییر پیدا کرده است، پس از مدتی «رودبار الموت» به بخشی گفته شد که قلعه حسن صباح (در گازرخان) در آن قرار دارد و «رودبار محمدزمان خانی» یا «خشکه رودبار» به منطقه‌ای که قلعه لمسر (لمبه‌سر یا لمه‌در یا لمبسر) در آن جاست اما در آخرین تقسیمات کشوری منطقه‌ای که قلعهٔ گازرخان (قلعه نظامی حسن صباح) در آن است، رودبار الموت شرقی و منطقه‌ای که قلعه لمبسر (قلعه سیاسی و زندان حسن صباح) در آن است رودبار الموت غربی خوانده می‌شود.

## الموت در تقسیمات جغرافیایی
الموت در گذشته قسمتی از دیلمستان و تختگاه پادشاهان جستانیان بوده است اما منطقه بزرگ الموت در تقسیمات جغرافیایی امروز کشور ایران به دو منطقه الموت شرقی و الموت غربی تقسیم شده است که عبارتند از:
- بخش رودبار الموت شرقی به مرکزیت معلم‌کلایه
- بخش رودبار الموت غربی به مرکزیت رازمیان

رودبار الموت شرقی در شمال خاوری استان قزوین، در سمت جنوبی شهرستان تنکابن از استان مازندران، غرب طالقان از استان البرز و شرق «الموت غربی» جای دارد. رودبار الموت غربی نیز از شمال به مرز استان‌های مازندران و گیلان، از غرب به رودبار زیتون، از شرق به «الموت شرقی» و از جنوب به شهرستان قزوین محدود می‌شود.

## رازمیان
رازمیان شهری در بخش رودبار الموت غربی، شهرستان قزوین و استان قزوین و در کشور ایران است. از همسایگان رازمیان می‌توان به بهرام آباد و شهرستان‌های علیا و سفلی اشاره نمود. این شهر طبق سرشماری سال ۱۳۸۵ ۹۶۵ نفر جمعیت دارد. مردم شهر رازمیان تات هستند و به گویش الموتی که گویشی از زبان تاتی است سخن می‌گویند.
راه دسترسی به این منطقه از پارک جنگلی باراجین و عبور از روستای زرشک و فلار و همچنین گذر از گردنه‌های پرپیچ‌وخم کامان و همچنین رودخانه شاهرود می‌باشد.
بخش رودبار الموت غربی دارای ۱۲۱ روستا به مرکزیت رازمیان می‌باشد.
آب و هوای این منطقه معتدل کوهستانی و در ارتفاعات در بیشتر مواقع مه‌آلود است.
محصول اصلی زراعی این منطقه: برنج، خرمالو، فندق، گیلاس، آلبالو و گردو می‌باشد.

## مردم
بنابر سرشماری مرکز آمار ایران، جمعیت بخش رودبار الموت قزوین در سال ۱۳۸۵ برابر با ۱۲۱۸۸۶ نفر بوده است. الموتی‌ها به زبان تاتی گویش الموتی صحبت می‌کنند.
از نظر دونالد استیلو، گویش‌های رودباری دسته‌بندی جدیدی را با عنوان تاتی مانندها «tatoid» تشکیل می‌دهند. گویش‌های تاتی مانند در اصل زبان تاتی بودند که به دلیل تأثیرات شدید زبان‌های حاشیه جنوبی دریای خزر (زبان‌های کاسپی هم گفته‌اند) و زبان فارسی تمام ویژگی‌های زبان تاتی را از دست داده‌اند.
استیلو زبان‌های تاتی مانند را به سه دسته تقسیم نموده است:
1. الموت.
2. گویش گازرخان و گوران.
3. گویش رودبار: جمشیدآباد، رستم‌آباد، شهران، توتکابون، جوبان، رودبار و لاکه.

احسان یار شاطر گویش الموتی را گویشی از زبان تاتی می‌داند و اصطلاحاً آن را گویش مادی می‌نامد.
پیر لوکوک، گویش آذری را که تاتی نامیده می‌شود به پنج دسته تقسیم نموده است که دسته پنجم را گویش جنوب شرقی نامیده است که گویش الموتی و رودباری جز آن است.
تعیین جایگاه گویش الموتی نسبت به دیگر گویش‌های شمال غربی، کار دشواری است، به طوری که برخی آن را گونه‌ای از گیلکی و برخی آن را مازندرانی (طبری) و برخی دیگر نیز آن را تاتی می‌نامند.
به‌طور مثال تات‌های آذربایجان شرقی به زبان تالشی، تات‌های قفقاز به زبان پارسی و زبان تاتی، رودبار، الموت، از خانواده زبان‌های شمالی مانند زبان تاتی است.
در اکثر نقاط استان قزوین، رودبار، بخش شاهرود، قوچان، ساوجبلاغ، برخی نقاط استان مرکزی، و برخی نقاط آذربایجان شرقی مردم زبان خود را تاتی می‌نامند و همچنین می‌توان در روستاهای دیگری نیز در کشور پاره‌ای از جمعیت آنان را مشاهده کرد، که البته زبان تاتی ممکن است با اندکی تفاوت صحبت شود.
در قفقاز گروهی از مردم را تات می‌خوانند که زبانشان پارسی است. زبان این تیره ایرانی «تاتی» است که همراه با فارسی دری و تاجیکی پاره‌ای از زبان‌های ایرانی جنوب غربی و گویشی از فارسی بشمار می‌رود.

## الموت در فرهنگ جهانی
نام سرزمین الموت را در آثار هنرمندانی از دیگر کشورها نیز می‌توان دید.
چند نمونه از آثار هنری در رابطه با الموت:
- رمانی به اسم الموت در سال ۱۹۳۸ توسط نویسنده اسلوونیایی ولادیمیر بارتول به رشته تحریر درآمده است. این رمان به عنوان یکی از مشهورترین آثار ادبیات اسلوونی شناخته می‌شود.
- نویسنده آمریکایی جودیت تار مجموعه رمانهایی را با موضوعیت الموت به رشته تحریر درآورده است.
- نویسنده ایرانی یوسف علیخانی مجموعه رمانهایی را با موضوع رودبار و الموت نوشته است.
- الموت شهر پرنسس تهمینه در فیلم شاهزاده ایران: شن‌های زمان معرفی شده است.[۲۹]

## نگارخانه

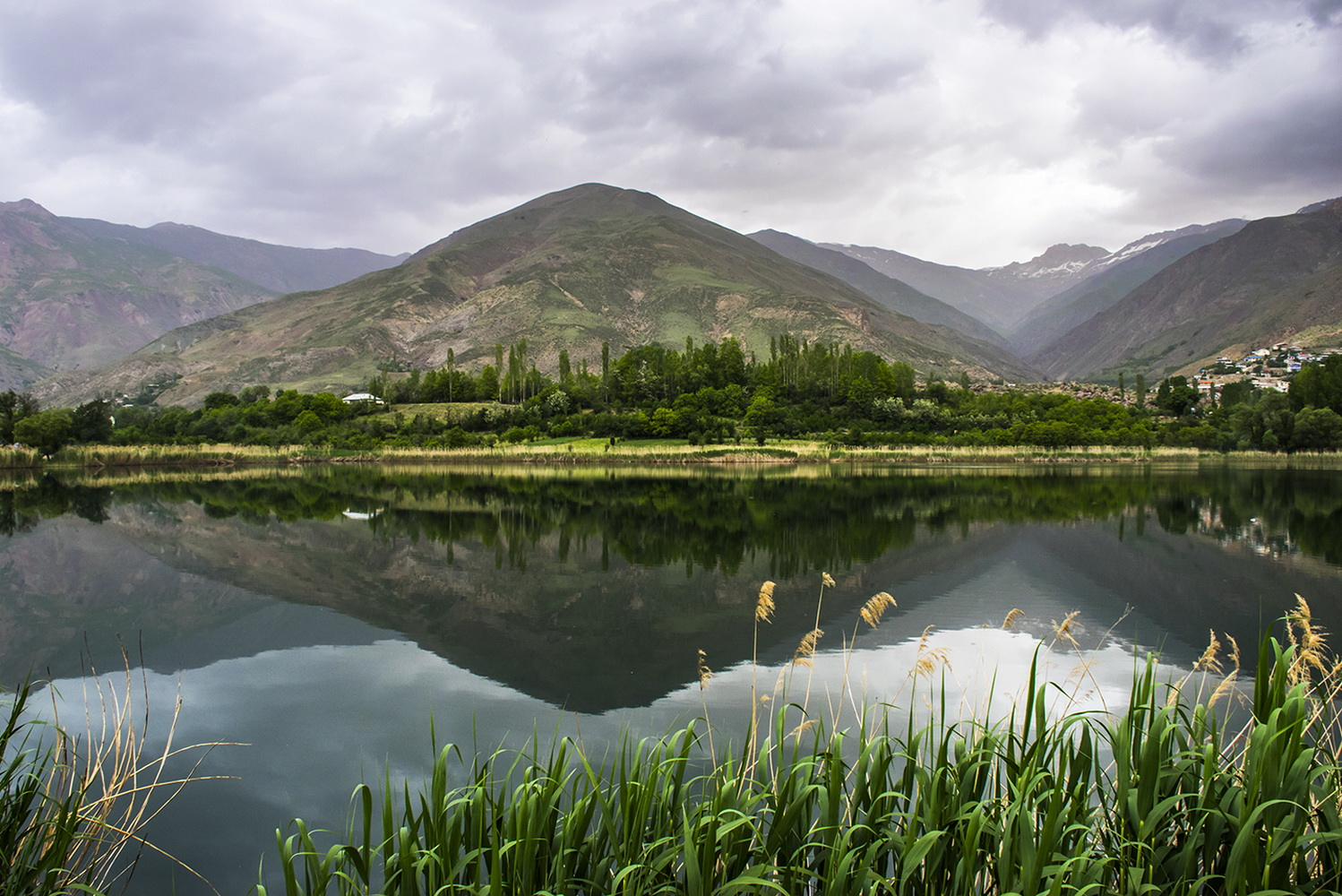
دریاچه اوان
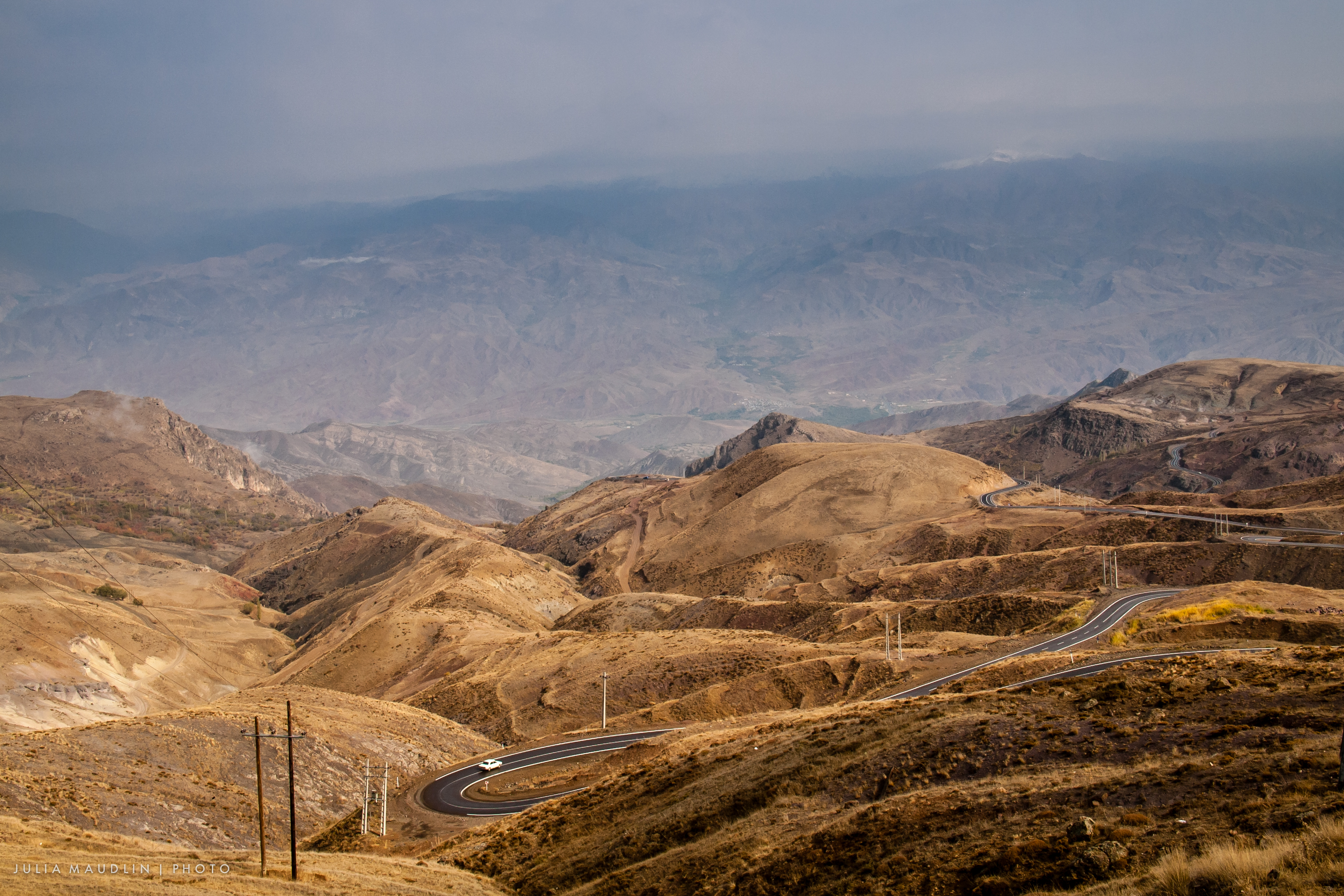
جاده الموت
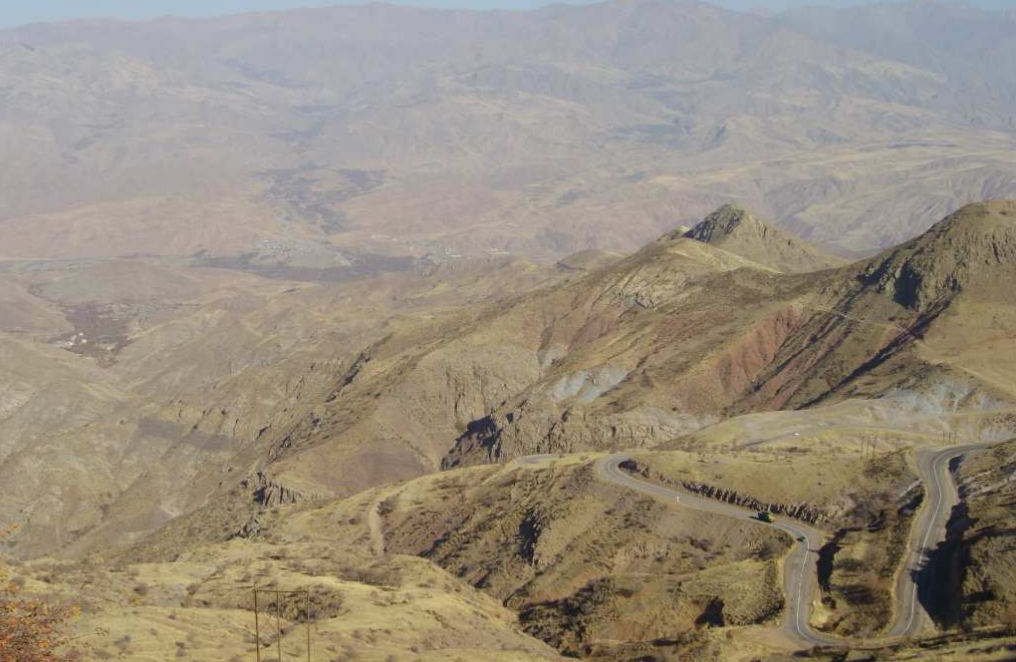
کوه‌های الموت
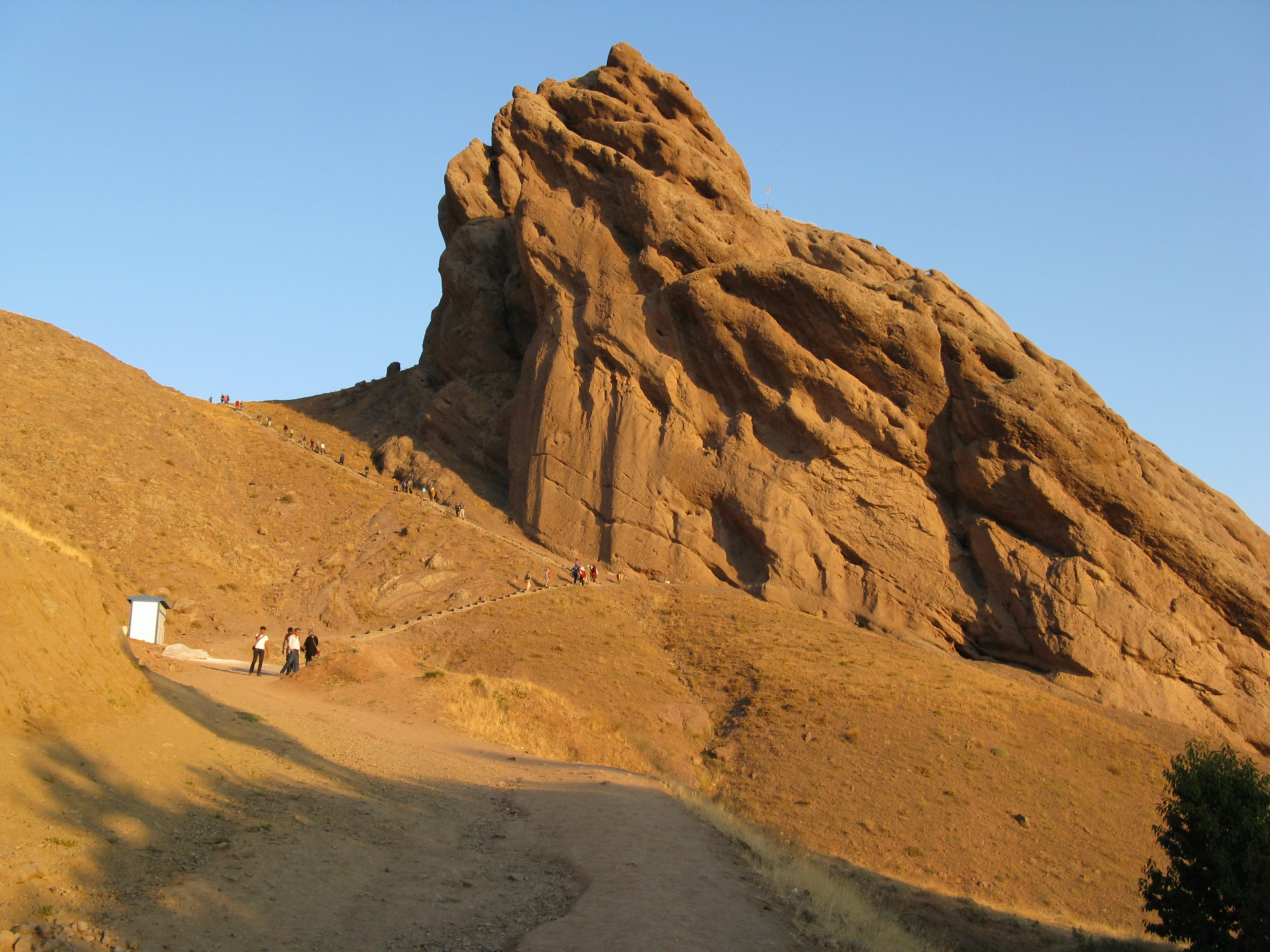
دژ الموت
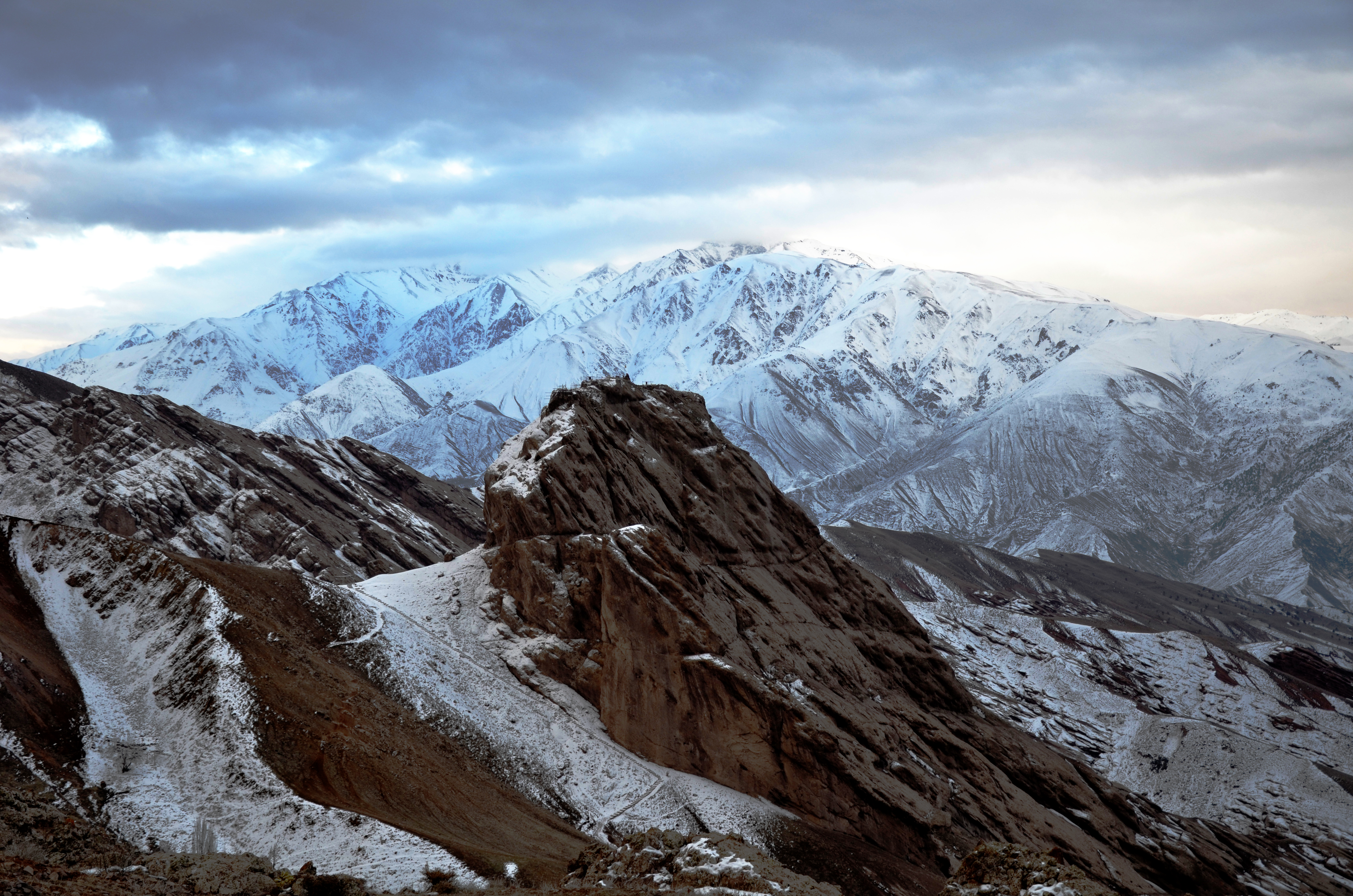
دژ الموت در زمستان
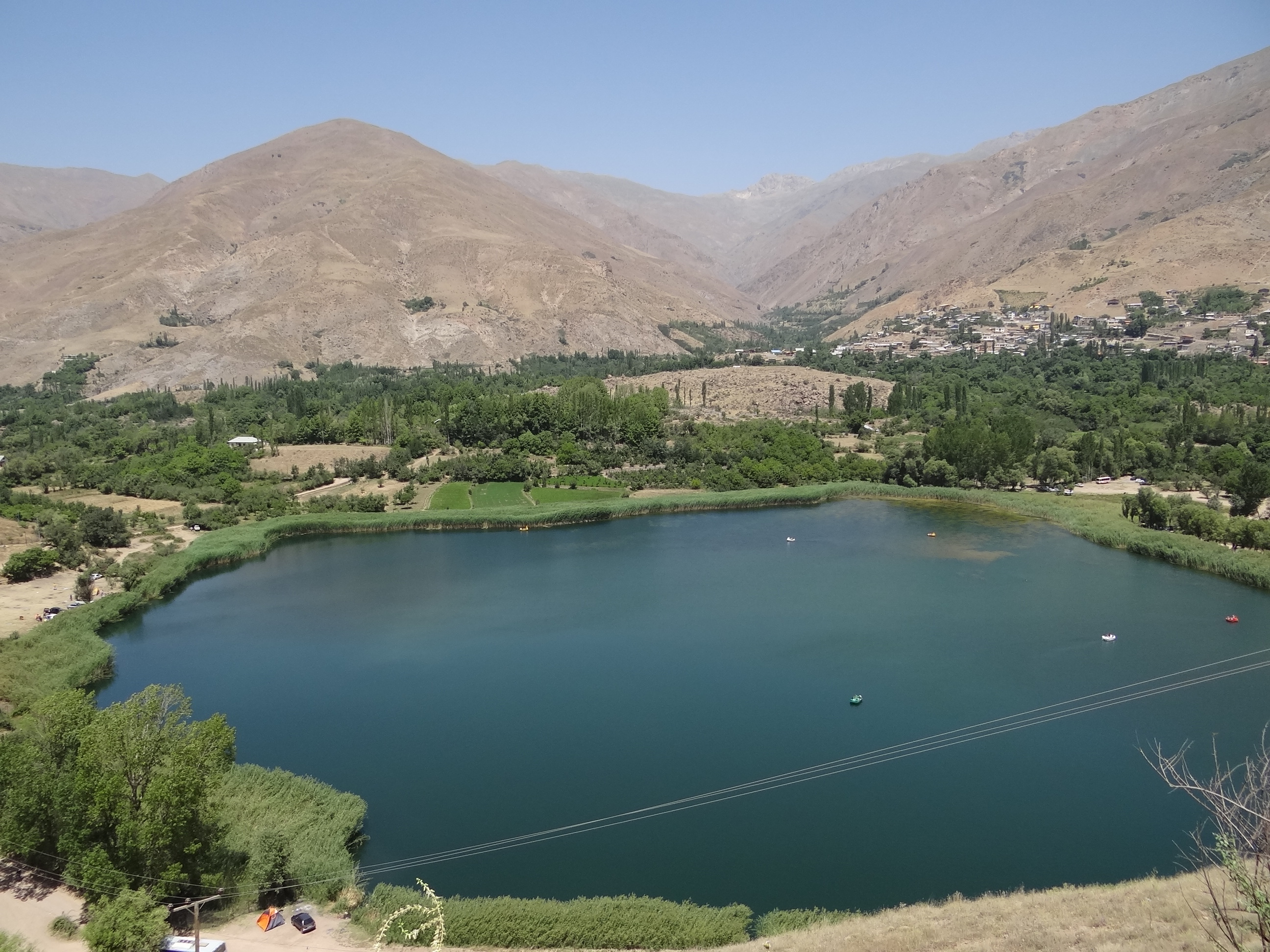
دریاچه اوان الموت
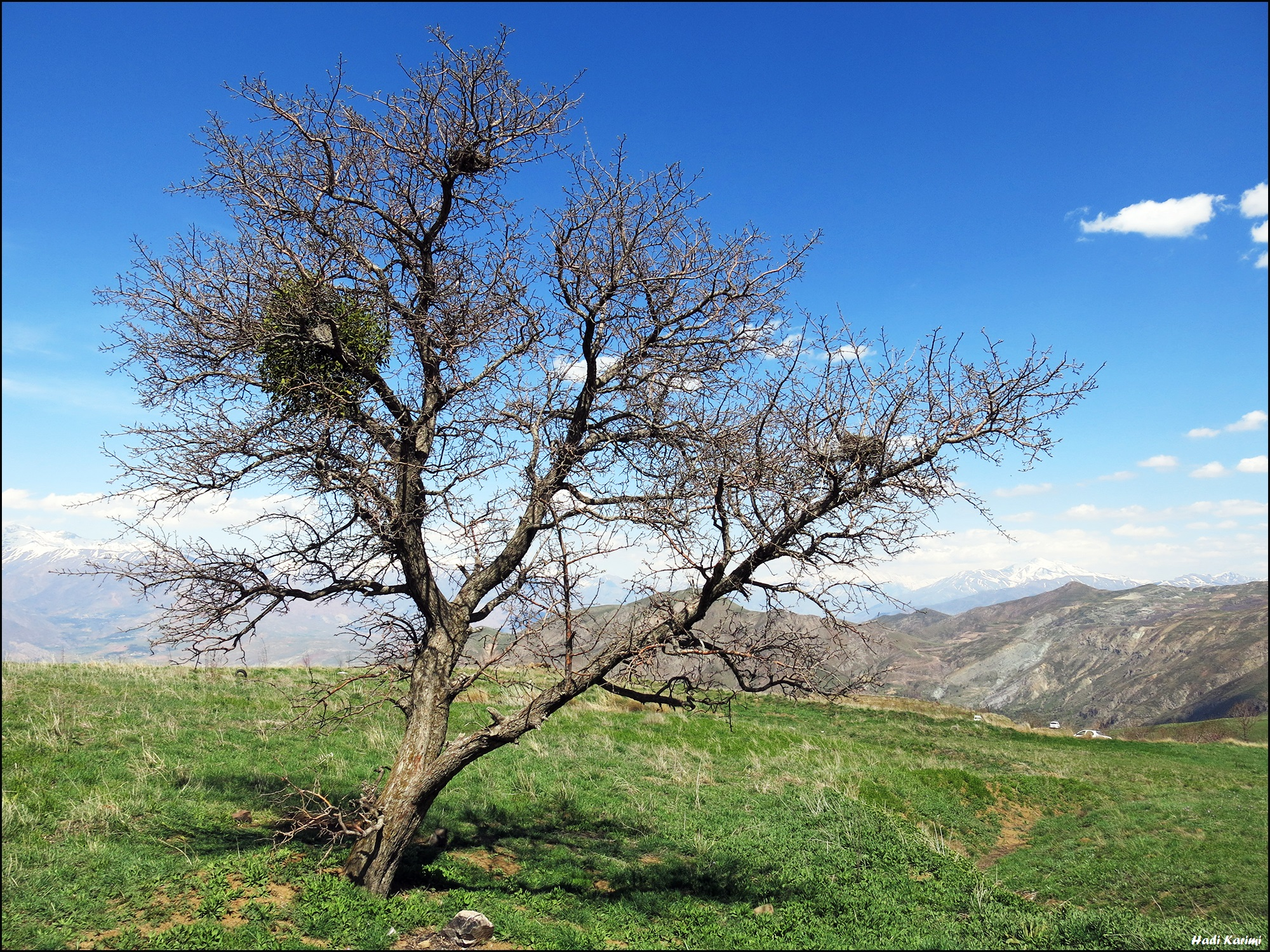
بهار در الموت
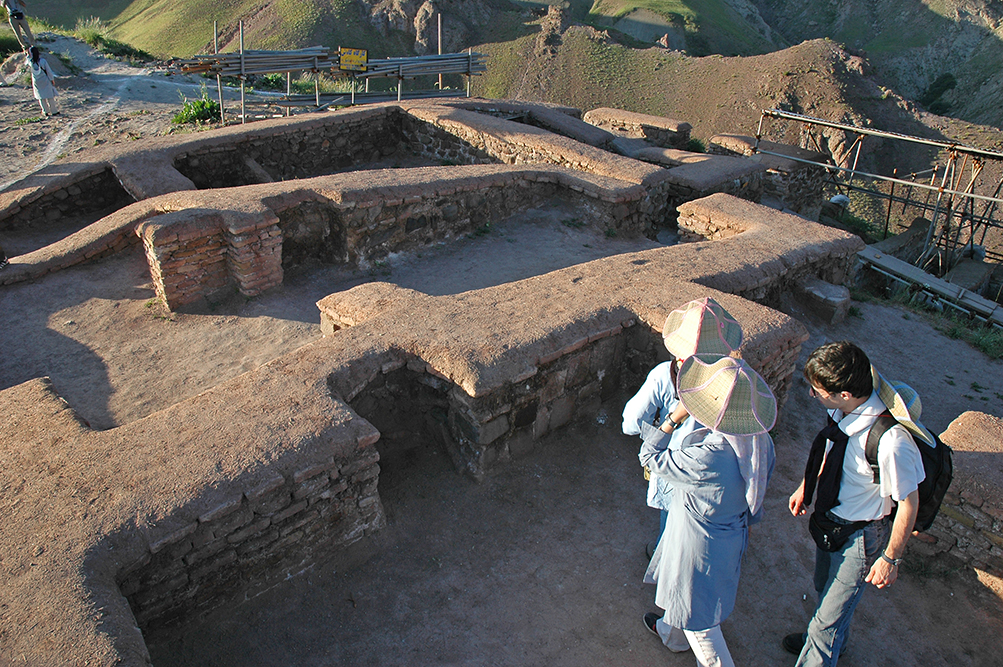
قلعه الموت
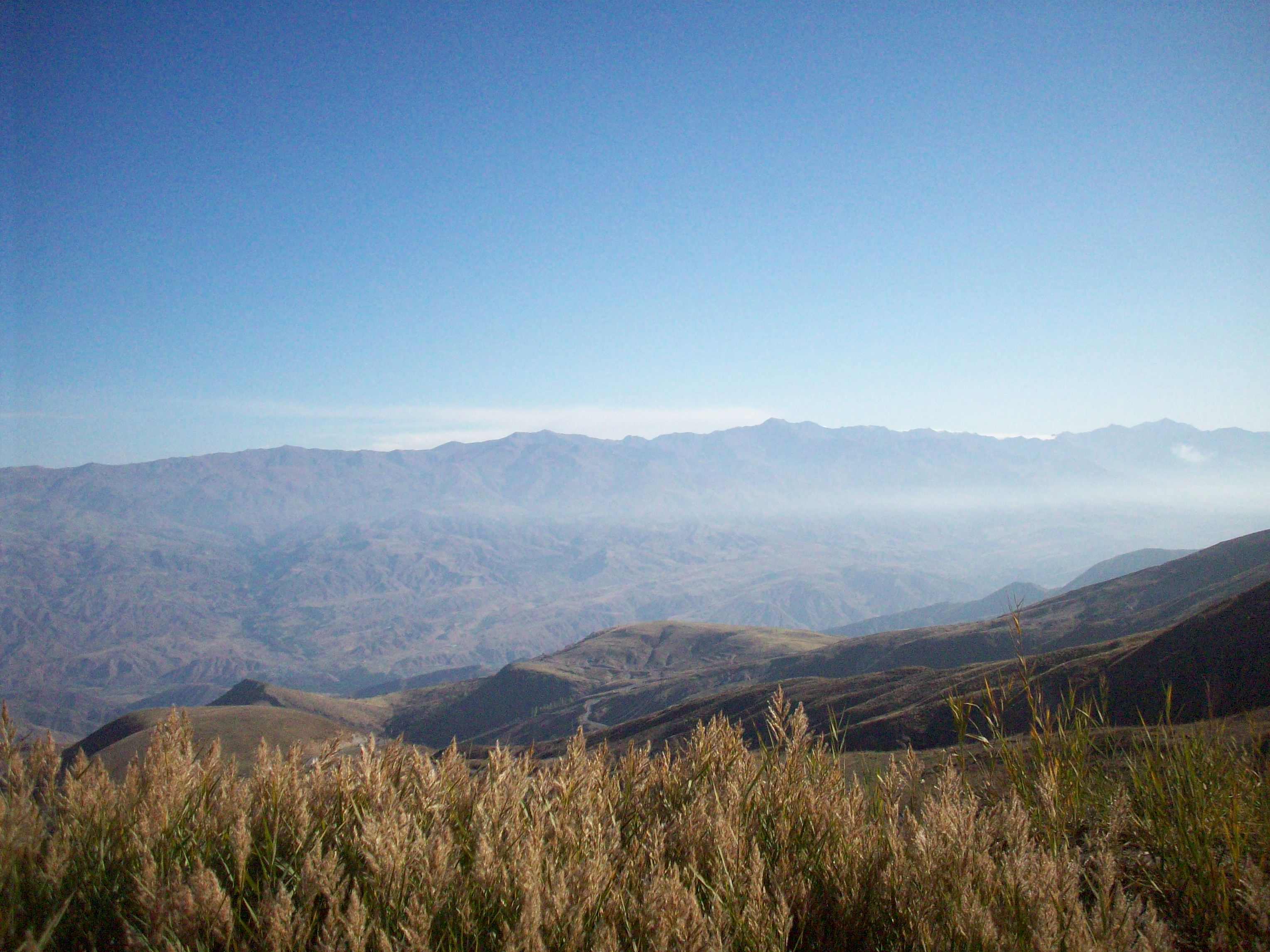
جاده کامان به رازمیان